# Sismo de Quetta em 1935
Um forte sismo ocorreu em 31 de maio de 1935 entre 2h30 e 3h40 em Quetta, Baluchistão, Índia Britânica (agora parte do Paquistão), perto da fronteira com o sul do Afeganistão. O terremoto teve uma magnitude de 7,7 Mw e algo entre 30 000 e 60 000 pessoas morreram com o impacto. Foi registrado como o terremoto mais mortal a atingir o sul da Ásia até 2005. O terremoto foi centrado 4 km a sudoeste de Ali Jaan, Baluchistão, Índia Britânica.